# Marrit Jasper
Marrit Jasper (* 28. Februar 1996 in Sneek) ist eine niederländische Volleyballspielerin. Die Außenangreiferin gehört seit 2017 zur Nationalmannschaft. Sie gewann in ihrer Heimat mehrere Titel und wurde 2018 deutsche Pokalsiegerin. In der Saison 2020/21 spielt sie beim italienischen Erstligisten Banca Valsabbina Millenium Brescia.

## Karriere
Jasper begann ihre Karriere in ihrer Heimatstadt beim VC Sneek. Mit dem Verein gewann sie 2014 den niederländischen Pokal. Ein Jahr später erreichte die Außenangreiferin das Pokalfinale und wurde erstmals niederländische Meisterin. 2016 gelang ihr mit Sneek die Titelverteidigung in der Liga. Anschließend wechselte sie zum deutschen Bundesligisten VfB 91 Suhl. Mit Suhl unterlag sie in den Pre-Play-offs der Bundesliga. 2017 gab die bisherige Juniorennationalspielerin ihr Debüt in der niederländischen A-Nationalmannschaft. Mit dem Team nahm sie am World Grand Prix und an der Europameisterschaft teil. Zur Saison 2017/18 wechselte Jasper zum Dresdner SC. Mit dem Verein gelangen ihr der Sieg im DVV-Pokal und der Einzug ins Playoff-Halbfinale. Anschließend wechselte sie zum Ligakonkurrenten Ladies in Black Aachen. Mit dem Verein erreichte sie im DVV-Pokal 2018/19 und in den Bundesliga-Playoffs jeweils das Halbfinale. Außerdem spielte sie im Challenge Cup. In der Saison 2019/20 kam sie mit Aachen jeweils ins Viertelfinale des DVV-Pokals und des europäischen Challenge Cups. Als die Bundesliga-Saison kurz vor den Playoffs abgebrochen wurde, standen die Ladies in Black auf dem siebten Tabellenplatz. Danach wechselte Jasper zum italienischen Erstligisten Banca Valsabbina Millenium Brescia.